# IBM PC
IBM PC е първият персонален компютър на IBM. От неговото название по-късно PC става синоним на всички настолни компютри в света.
IBM PC е разработен в Бока Ратон (Флорида) под ръководството на Дон Естридж. Това е революционен компютър и по отношение на съставните си части, които могат да бъдат закупени и от външни дистрибутори. Първата машина е демонстрирана на 12 август 1981 г., а масовото производство започва шест месеца по-късно.
Още през първия месец на масовото производство търсенето е огромно и се разпродават над 200 хил. компютъра, което количество първоначално производителите са прогнозирали за период от 3 години.

## Характеристики на IBM PC
- Микропроцесор – Intel 8088 с тактова честота 4.77 MHz;
- RAM памет – 16 КВ, с възможности за разширяване до 256 КВ;
- Операционна система – DOS 1.0